# RPG-43
La RPG-43 (en ruso РПГ-43, acrónimo de ручная противотанковая граната образца 1943 года, ruchnaya protivotankovaya granata obraztsa 1943 goda, granada de mano antitanque modelo de 1943) fue una granada antitanque HEAT empleada por la Unión Soviética durante la Segunda Guerra Mundial. Entró en servicio en 1943, reemplazando a la anterior RPG-40. La RPG-43 tenía una ojiva HEAT de carga hueca, mientras que la RPG-40 tenía una sencilla ojiva de alto poder explosivo. La RPG-43 podía perforar alrededor de 75 mm de blindaje homogéneo laminado a 90°. Más tarde fue mejorada durante la guerra, dando origen a la RPG-6.

## Historia
Durante los primeros días de la Operación Barbarroja, las únicas armas antitanque de la infantería soviética eran fusiles antitanque, cañones antitanque y la RPG-40. Estas eran adecuadas contra los primeros tanques alemanes, tales como el Panzer I y el Panzer II, pero mientras la guerra avanzaba, resultaron ser casi inútiles contra los tanques más pesados Panther y Tiger I. En consecuencia se desarrolló la RPG-43, que fue producida en grandes cantidades hasta el final de la guerra. Después de la guerra fue ampliamente distribuida a los estados clientelares de la Unión Soviética, siendo empleada en los múltiples conflictos árabe-israelíes. A pesar de ser obsoleta, todavía puede hallarse en servicio en diversos países del tercer mundo, principalmente a causa de su fiabilidad y bajo costo.  

## Descripción

Corte esquemático de la RPG-43.

La RPG-43 tiene la forma de una granada de mango agrandada, equipada con una ojiva HEAT de 95 mm de diámetro. Pesaba 1,24 kg, de los cuales 612 gramos eran su carga explosiva. Al ser lanzada, se soltaba un cono metálico del mango de la granada y era sostenido por tiras de tela para estabilizar su vuelo e incrementar la probabilidad de impactar en un ángulo de 90°. Su alcance estaba limitado a cuan lejos podía lanzarla el usuario, siendo obiviamente más corto que el de la Bazuca estadounidense o del Panzerfaust alemán, por lo que el usuario debía acercarse al tanque y corría más riesgo de ser visto. Sin embargo, era más pequeña que un lanzacohetes y no producía sonido, luz o humo al ser lanzada, por lo tanto no delataba la posición del lanzador. A pesar de sus limitaciones, era más barata y rápida de producir, lo que le permitió ser la principal arma antitanque de la infantería soviética en la Segunda Guerra Mundial.

## Tácticas
En general, la RPG-43 era un arma difícil de emplear eficazmente. Para esto, el usuario debía acercarse a un tanque enemigo, lo que frecuentemente era peligroso. A pesar de tener una potente ojiva, su lanzador debía tener experiencia para emplearla, ya que su ojiva era de carga hueca y solo era efectiva si impactaba en un ángulo cercano a los 90°. La granada también tenía que impactar con suficiente fuerza para accionar la espoleta de impacto, ya que de lo contrario rebotaría del tanque. 